# Паклештица
Паклештица је насеље Града Пирота у Пиротском округу. Према попису из 2022. има 20 становника (према попису из 2002. било је 56 становника).

## Географски положај
Паклештица је збијено планинско село на обронцима Старе планине, на десној обали реке Височице, односно Завојског језера у Доњем Високу, удаљено од Пирота 24 км. До Паклештице се може стићи из два правца од Пирота. Један је када се иде путем Пирот–Височка Ржана и код места званог Взганица, удаљеног око 2 км од Планинарског дома према селу Рсовци, одваја се путања у дужини од око 6 км до Паклештице. Овим путем могуће је ићи само пешице или на коњу, јер је путања у пределу Владикине Плоче јако уска па њоме запрега не може да прође. Други правац води преко атара села Велика Лукања (око 7 км низводно од Паклештице) и овим правцем Паклештица је повезана са Пиротом.
Пут Пирот-Паклештица је проширен и оспособљен за саобраћај 1964. године из средстава месног самодоприноса. На улазу у село налазио се дрвени мост преко реке Височице који је мештанима задавао доста невоља. Целокупна висећа конструкција моста била је од дрвета, те су мештани морали скоро сваке пете или шесте године да праве нови мост. У више наврата догађало се да набујала Височица однесе мост. Изградњом бране и стварањем Завојског језера пут је потопљен па је до села, трасом старог колског пута "под
Крајиште ", просечен нови и постављена макадамска подлога. Пут је изграђен током 1989. и 1990. године.
Између села Рсовци и Паклештице, Височица је у кречњачким стенама усекла дубоку и тешко проходну клисуру која почиње код пећине Потпећ, низводно од Рсовачке котлине а завршава се код ушћа потока Козарник у Паклешком атару. Боравећи у Високу, Феликс Каниц је још 1871. године забележио да се " тајанствене приче испредају о Владикиној плочи ". За сликовиту клисуру Височице знао је и Милан Милићевић, који 1884. године истиче да у њој постоји велика пећина.
Како је водени потенцијал реке Височице био неискоришћен, то је планирано да се на њој изгради хидроцентрала, па је у том циљу 1958. и 1959. године извршено мерење тока Височице од Рсоваца па до места Балика, где се Белска река улива у Височицу. На том месту предвиђено је било да се изгради брана и формира вештачко језеро, које би се простирало узводно све до испод села Рсовци. Села Паклештица и Бела у том случају била би потопљена. Планом је, такође, било предвиђено да се вода из језера одводним тунелом доведе до села Бериловац код Пирота, где би се изградила машинска хала са агрегатима. У том циљу на месту будуће бране извршена су геолошка бушења терена ради утврђивања подобности тла за изградњу таквог објекта. Дана 26. фебруара 1963. године почело је да клизи земљиште са места званог "Извор" испод села Завој у дужини од око 2 км и ширине 500 метара. Земљиште је споро клизило и носило све што се на том потезу налазило дрвеће и за неколико дана овај материјал се сурвао у Височицу и направио брану од око 35 метара висине и око 500 метара дужине. На овај начин Височица је преграђена и створено је језеро дужине око 7 km а села Завој и Мала Лукања су потопљена. Тако ова природна непогода одлучи да се одустане од градње бране код Белске реке и потапање села Паклештице и Беле. Уместо раније планиране бране, брана настала клизиштем испод села Завој је утврђена и дограђена, а села Завој, Мала и Велика Лукања су потопљена.

## Демографија
У насељу Паклештица живи 56 пунолетних становника, а просечна старост становништва износи 70,2 година (70,9 код мушкараца и 69,2 код жена). У насељу има 31 домаћинство, а просечан број чланова по домаћинству је 1,81.
Ово село је у потпуности насељено Србима (према попису из 2002. године).
|  |

| Демографија | Демографија | Демографија |
| Година      | Становника  | Становника  |
| ----------- | ----------- | ----------- |
| 1948.       | 758         |             |
| 1953.       | 729         |             |
| 1961.       | 666         |             |
| 1971.       | 412         |             |
| 1981.       | 190         |             |
| 1991.       | 91          | 91          |
| 2002.       | 56          | 56          |

| Етнички састав према попису из 2002.‍ | Етнички састав према попису из 2002.‍ | Етнички састав према попису из 2002.‍ | Етнички састав према попису из 2002.‍ | Етнички састав према попису из 2002.‍ |
| ------------------------------------ | ------------------------------------ | ------------------------------------ | ------------------------------------ | ------------------------------------ |
|                                      |                                      |                                      |                                      |                                      |
| Срби                                 | Срби                                 |                                      | 56                                   | 100,0%                               |
| непознато                            | непознато                            |                                      | 0                                    | 0,0%                                 |

| \| \| м \| \| \| ж \| \| ? \| 2 \| \| \| 2 \| \| 80+ \| 7 \| \| \| 3 \| \| 75—79 \| 4 \| \| \| 4 \| \| 70—74 \| 6 \| \| \| 5 \| \| 65—69 \| 6 \| \| \| 4 \| \| 60—64 \| 3 \| \| \| 2 \| \| 55—59 \| 2 \| \| \| 3 \| \| 50—54 \| 0 \| \| \| 2 \| \| 45—49 \| 0 \| \| \| 0 \| \| 40—44 \| 0 \| \| \| 0 \| \| 35—39 \| 0 \| \| \| 0 \| \| 30—34 \| 0 \| \| \| 0 \| \| 25—29 \| 1 \| \| \| 0 \| \| 20—24 \| 0 \| \| \| 0 \| \| 15—19 \| 0 \| \| \| 0 \| \| 10—14 \| 0 \| \| \| 0 \| \| 5—9 \| 0 \| \| \| 0 \| \| 0—4 \| 0 \| \| \| 0 \| \| Просек : \| 70,9 \| \| \| 69,2 \| |      |  |  |      |
| |      |  |  |      |
| | м    |  |  | ж    |
| ? | 2    |  |  | 2    |
| 80+ | 7    |  |  | 3    |
| 75—79 | 4    |  |  | 4    |
| 70—74 | 6    |  |  | 5    |
| 65—69 | 6    |  |  | 4    |
| 60—64 | 3    |  |  | 2    |
| 55—59 | 2    |  |  | 3    |
| 50—54 | 0    |  |  | 2    |
| 45—49 | 0    |  |  | 0    |
| 40—44 | 0    |  |  | 0    |
| 35—39 | 0    |  |  | 0    |
| 30—34 | 0    |  |  | 0    |
| 25—29 | 1    |  |  | 0    |
| 20—24 | 0    |  |  | 0    |
| 15—19 | 0    |  |  | 0    |
| 10—14 | 0    |  |  | 0    |
| 5—9 | 0    |  |  | 0    |
| 0—4 | 0    |  |  | 0    |
| Просек : | 70,9 |  |  | 69,2 |

| Година пописа     | 1948. | 1953. | 1961. | 1971. | 1981. | 1991. | 2002. |
| ----------------- | ----- | ----- | ----- | ----- | ----- | ----- | ----- |
| Број домаћинстава | 117   | 113   | 118   | 85    | 58    | 44    | 31    |

| Број чланова      | 1 | 2  | 3 | 4 | 5 | 6 | 7 | 8 | 9 | 10 и више | Просек |
| ----------------- | - | -- | - | - | - | - | - | - | - | --------- | ------ |
| Број домаћинстава | 9 | 20 | 1 | 1 | 0 | 0 | 0 | 0 | 0 | 0         | 1,81   |

| Пол    | Укупно | Неожењен/Неудата | Ожењен/Удата | Удовац/Удовица | Разведен/Разведена | Непознато |
| ------ | ------ | ---------------- | ------------ | -------------- | ------------------ | --------- |
| Мушки  | 31     | 1                | 20           | 10             | 0                  | 0         |
| Женски | 25     | 1                | 20           | 4              | 0                  | 0         |
| УКУПНО | 56     | 2                | 40           | 14             | 0                  | 0         |

| Пол    | Укупно                    | Пољопривреда, лов и шумарство | Рибарство                            | Вађење руде и камена | Прерађивачка индустрија       |
| ------ | ------------------------- | ----------------------------- | ------------------------------------ | -------------------- | ----------------------------- |
| Мушки  | 6                         | 5                             | 0                                    | 0                    | 0                             |
| Женски | 1                         | 1                             | 0                                    | 0                    | 0                             |
| Укупно | 7                         | 6                             | 0                                    | 0                    | 0                             |
|        |                           |                               |                                      |                      |                               |
| Пол    | Производња и снабдевање   | Грађевинарство                | Трговина                             | Хотели и ресторани   | Саобраћај, складиштење и везе |
| Мушки  | 0                         | 0                             | 1                                    | 0                    | 0                             |
| Женски | 0                         | 0                             | 0                                    | 0                    | 0                             |
| Укупно | 0                         | 0                             | 1                                    | 0                    | 0                             |
|        |                           |                               |                                      |                      |                               |
| Пол    | Финансијско посредовање   | Некретнине                    | Државна управа и одбрана             | Образовање           | Здравствени и социјални рад   |
| Мушки  | 0                         | 0                             | 0                                    | 0                    | 0                             |
| Женски | 0                         | 0                             | 0                                    | 0                    | 0                             |
| Укупно | 0                         | 0                             | 0                                    | 0                    | 0                             |
|        |                           |                               |                                      |                      |                               |
| Пол    | Остале услужне активности | Приватна домаћинства          | Екстериторијалне организације и тела | Непознато            | Непознато                     |
| Мушки  | 0                         | 0                             | 0                                    | 0                    | 0                             |
| Женски | 0                         | 0                             | 0                                    | 0                    | 0                             |
| Укупно | 0                         | 0                             | 0                                    | 0                    | 0                             |

## Историјат села
Село Паклештица се по први пут спомиње под називом Паклештиче у споску Џелепкешких дажбина од 1576. - 1577. са три домаћинства. Име Паклештица, уписано као Паклештиче, налазимо и у списку Отомаских војника од децембра 1606. године где се говори о војничким обавезама шесторице мештана потчињених Јусуфу черибаши, а који је припадао кази Шећирћој. По предању, први становници Паклештице доселили су се из околине садашњег села Церова, које се налази на путу Пирот-Књажевац. На овај закључак наводи следеће: у атару села Церова постои место Беловодица, где се налазило место под именом Паклештица. Приповеда се да су мештани тог села убили турчина али нису успели да ухвате и његовог пса, па је пас доцније одвео Турке до гроба свога господара. Починиоце овог убиства требало је казнити, али како је гроб био између два села(звала су се Паклештица и Палилула) они су пред јутро чекали да се огласи петао, па у ком селу прво закукуриче, он ће бити и нападнут. Тог кобног јутра први петао је закукурикао у Паклештици. Одмазда због убиства Турчина их је задесила на дан сеоске славе. Забављеним ором, свирком, несрећници нису разумели опомену: Врана је насред ора „испустила лајно“. Приметили су Турке и Черкезе тек кад су их напали. Што се од погрома(из пакла) спасло, побегло је у Висок и засновало ново село-Паклештицу. Неке породице су се настаниле у Завоју, а неке зауставиле у Изатовцима у Бугарској.
О настанку села, говори друго предање, по коме су се избеклице из околине Беле Паланке, бежећи од турског терора уз Нишаву и Темштицу, зауставиле поред једне старе цркве у близини села Церове. Тамо је заживело село под називом Татрешица.
Убиство Турчина и страшна освета над сељанима приморали су преживеле да поново беже од турског зулума. Зауставили су се источно од Велике Лукање у скривитом селу званом Рункул. У међувремену, село се преместило поред реке Височице, а раније место боравка прозваше Селиште. Први досељеници село назваше Паклештица јер су се спасли из пакла спаљеног села Татрешица.
Подударност два предања причу о настанку села чини поузданом. Идући трагом ових легенди, потврђено је да у месту Беловодица, у атару села Церова, сада постоји крст оброка Свете Тројце, подигнут 1926. године и јачи извор-поток који покреће једну воденицу. Других трагова о постојању села нема.

## Значајне личности
Христа Јовановић−Мали Риста
Рођен у Паклештици и као дете са око десет година одселио се у Завој, а затим се доселио у Пирот око 1830. године. Био је сиромашан сељак, а обогатио се тргујући стоком и маслом. Послом, ради трговине пре свега, одлазио је у Видин, Софију, Цариград, Лесковац, Ниш и друга места. Постао је један од најбогатијих грађана Пирота 19. века. Саградио је породични кућу 1848. године која најзначајнији и највећи архиктетонски објекат у Пироту из тог периода. У тој кући су снимани филмови „Зона Замфирова“ и „Ивкова слава“. Зграда је национална знаменитост. Једно време је коришћена као основна школа за Тијабару(део града Пирота који се налази са леве стране реке Нишаве). Заслугом Малог Ристе, Пирот је стекао изузетно вредан објекат, један од најоригиналнијих у Србији, који се данас користи за Музеј Понишавља.
Овај податак је добијен од Зорана Живковића који је виши архивиста Архива САНУ у Београду, на основу сећања своје мајке Вере Христић−Живковић, која је то чула од свог деде Алекса Христића, сина Малог Ристе.
Михаило Панајотовић
Рођен је 1824. године у Паклештици. Био је ученик дојкиначке Основне школе, а касније је своја знања допуњавао у темачком манастиру. Био је први учитељ у Сопоту, где је учио децу писмености од 1853. до 1856. године. Учитељ Михаило Панајотовић предавао је предмете: Буквар, Часловац¹, Псалтир², и Рачун.
После учитељске, прихватио се свештеничке дужности у Сопоту. Био је велики родољуб, у народу цењен и поштован.
¹Часловац-зборник молитава, обично распоређених према редоследу коришћења(ујутру, у подне, увече и у другим приликама) Часловци су у недостатку буквара служили књиге за учење писмености.
²Псалтир-побожне песме испеване у славу божију. После Часловца ученици су обично настављали увежбавање читања и писања на Псалтиру.
Мина Војчић
Рођен је око 1850. године у Паклештици. Био је учитељ у Завоју од 1868 до 1870. године и Нишору „Од Ђурђева-дне 1870. до Ђурђева-дне 1871. године“. Предавао је читање, писање и рачун, али и Часловац, Псалтир, Катхизис(уџбеник за наставу веронауке написан у облику питања и одговора, садржи догме које ученици уче напамет) и свештену историју, као и сви учитељи онога времена. Већу пажњу обраћао је писању и црквеном певању. Све књиге које је Мина Војчић набављао за ученике штампане су у Београду, а куповане у Пироту. „Многи ученици Минине школе научили су добро да пишу и да певају црквене песме и кад је Србија ослободила ове крајеве они су се још боље усавршили. Мина је радни век завршио у Пироту као механџија.
Богољуб Ђорђевић
Рођен је у Паклештици 8. јула 1924. године. После основне школе, похађао је Гимназију у Пироту. Завршио је високе војне школе у Југословенској народној армији. У редове народноослободилачке војске ступио је септембра 1943. године. За време рата обављао је разне дужности: борац-пушкомитраљез, политички делегат вода, заменик командира чете, заменик и командант батаљона 9. српске бригаде. После рата обављао је више одговорних дужности: наставник у војним школама, помоћник начелника управе у Генералштабу ЈНА, помоћник команданта армијске области, секретар и председник Комитета организације Савеза комуниста у београдској армијској области, републички секретар за народну одбрану и члан Савета републике Србије. За заслуге у рату и допринос у послератној изградњи оружаних снага добио је више одликовања, међу којима: Орден братства и јединства, Орден за храброст и Орден заслуге за народ.
Зоран Васић
Рођен је у Паклештици 27. августа 1959. године. Завршио је Вишу педагошку школу и наставник је историје и географије у Основној школи „Свети Сава“ у Пироту. Његов учитељ у Паклештици Јордан Танчић први је уочио Зоранове моторичке способности за атлетику-трчање и подстицао га у том правцу. Као ученик Основне школе у Паклештици био је најбржи у трчању. Његови вршњаци говорили су да Зоран трчи као да има два срца и тако је добио надимак „Двосрцко“.
Прве значајније резултате Васић постиже као ученик Гимназије у Пироту. На уличним тркама и кросевима почиње да ређа победе и тако постаје атлетичар о коме се све више прича и пише.
До 1988. године трчао је на скоро свим кросевима Југославије, а затим се опредељује да трчи маратонске трке. Постаје стални учесник Београдског „Штарк“ маратона и увек је био међу првих пет домаћих такмичара. Трчао је на маратонским тркама у Тел Авиву, Атини, Будимпешти и другим градовима Европе
Од 193. године почиње да трчи ултрамаратонске трке и исте године поставља југословенски рекорд у трчању на 12 сати са претрчаних 148 km, а 1994. године на Европском првенству у трчању на 24 сата заузима девето место са претрчаних 205 km. На Београдском ултрамаратону 2000. године у трчању на 12 сати заузима прво место.
У богатој атлетској каријери Васић је за 13 година истчао 35 маратонских и 10 ултрамаратонских трка. Од 1985. до 2000. године није изгубио ни једну трку у Пироту.